# ダニエル・トージ
ダニエル・トージ（Daniel Tosi、1953年7月11日 - ）は、フランス出身の作曲家、指揮者。

## 経歴
1953年、ペルピニャン生まれ。トゥールーズ音楽院を経てパリ音楽院で学び、6つのプルミエ・プリを取得。さらにソルボンヌ大学で文学の博士号を取得した。
1983年に作曲家として若手作曲家のためのメディチ荘滞在制度に選ばれて1985年までメディチ荘に滞在し、1985年にはフランスの著作権管理団体SACEMからジョルジュ・エネスコ賞を贈られた。1986年からは外務省から顕彰され、国外での自由な作曲と研究の活動が保証されるようになった。1988年から故郷ペルピニャンの音楽院で教鞭をとる。
指揮者としては、1983年からペルピニャン・ラングドック・ルシオン管弦楽団を設立し、2001年までこのオーケストラを率いた。1992年には現代音楽祭「音楽の今日」を立ち上げている。

## 家族・親族
- 息子：息子のディエゴ・トージはヴァイオリニスト。